# Dimos Trifylia
Dimos Trifylia (Trifylia) är en kommun i Grekland.   Den ligger i prefekturen Messenien och regionen Peloponnesos, i den södra delen av landet, 200 km väster om huvudstaden Aten. Antalet invånare är 31 190.